# مسافر کوچولو
مسافر کوچولو با نام اصلی پرنس ستاره‌ها: پرنس کوچولو (星の王子さま プチ・プランス Hoshi no Ojisama Puchi Puransu) یک مجموعه تلویزیونی انیمه ژاپنی است که زمینه اصلی داستان آن از کتاب شازده کوچولو اثر آنتوان دو سنت‌اگزوپری نویسندهٔ فرانسوی گرفته شده است. این انیمیشن که محصول استودیوی پویانمایی ناک و انیماتور معروف ژاپنی یوشیکازو یاسوهیکو کارگردان و طراح کاراکترهای آن است، از ژوئیه ۱۹۷۸ تا مارس ۱۹۷۹ میلادی در ۳۹ قسمت از شبکه تلویزیونی تی‌وی آساهی پخش شد و در فاصله سال‌های دهه هشتاد میلادی به زبان‌های دیگر دوبله و در تلویزیون کشورهای مختلف بارها به نمایش درآمده است.
در نسخهٔ فارسی، «مریم شیرزاد» به‌جای مسافرکوچولو، «مهوش افشاری» به‌جای گل سرخ و «علیرضا بدرطالعی» به‌جای خلبان صحبت کرده‌اند.

## داستان
مسافر کوچولو در سیاره کوچکی با دوستانش «سویفتی» پرنده فضایی و دخترک گل سرخ که از بذری سرگردان در فضا به وجود آمده است، زندگی می‌کند. او همیشه سیاره‌اش را تر و تمیز و شادان نگه می‌دارد، به گل‌ها آب می‌دهد و آتشفشان‌ها را تمیز می‌کند اما هیچ‌یک از این کارها نمی‌توانند روح ماجراجویش را تسلی دهند. دوست پرنده‌اش به او می‌آموزد تا چه‌طور به کمک یک تور شکار پروانه، ستارهٔ دنباله‌دار سرگردانی را شکار کرده و به کمک آن به مسافرتهای دوردست کهکشان برود.
در هر توقف، مسافر کوچولو دوستان جدیدی پیدا می‌کند و درس‌هایی از درستکاری، شجاعت و مهربانی فرا می‌گیرد. با اینکه بیش از هر چیز ماندن در کره زمین را دوست می‌دارد، اما سرانجام به خاطر دلتنگی و دوری از دخترک گل سرخش به سیاره کوچولوی خودش بازمی‌گردد. طراحی‌های این انیمیشن و آهنگ ویژه آن لحظاتی رؤیایی و ماوراگونه‌ای ساخته که این انیمیشن را فراموش‌نشدنی کرده است.